# Halikan
Halikan (lat. Halicanum, Halycanum, Alicanum), starorimsko naselje tipa municipij koje se nalazilo na mjestu današnjeg Svetog Martina na Muri u Međimurskoj županiji, Hrvatska. Nastavši u 1. stoljeću po. Kr., municipij je imao površinu od oko 3 četvorna kilometra i tlocrtno bio u obliku kvadrata. Nalazio se na starorimskoj cesti koja je vodila od Akvileje preko gradova Emona i Petovij - današnji Ljubljana i Ptuj u Sloveniji - prema istoku i sjeveru, račvajući se blizu Halikana na pravac prema Karnuntu (lat. Carnuntum), gradu istočno od današnjeg Beča u Austriji, i na pravac prema Akvinku (Aquincum), današnjoj Budimpešti. Arheološki je temeljitije istraživan od 1977. godine, ali je u posljednje vrijeme to prekinuto, te je radi zaštite i očuvanja, nalazište zatvoreno.

## Povijest
Municipij Halikan bio je značajno starorimsko naselje koje je rang municipija zasigurno imalo u vrijeme cara Hadrijana (vladao 117. - 138. g. po. Kr.), o čemu svjedoči nalaz dva dobro očuvana rimska denara (srebrnjaka) s njegovim likom, vrste novca koja je po vrijednosti bila odmah iza zlatnika, a ispred brončanog sestercija i bakrenog asa. 
Smatra se da je rimsko naselje nastalo u 1. stoljeću po. Kr., a možda i nešto prije, u vrijeme ranih osvajanja cara Oktavijana Augusta (vladao 27. g. pr. Kr. - 14. g. po. Kr.). Gradski status Halikan je najvjerojatnije dobio tijekom procesa urbanizacije dijelova provincije Panonije za vrijeme vladavine cara Vespazijana (vladao 69. - 79. g. po. Kr.). To je područje već ranije bilo naseljeno pripadnicima plemena Panonaca, a na rijeci Muri postojao je prikladan prijelaz preko te rijeke s jedne na drugu obalu. Rimljani su to uočili i uspostavili vojno uporište za nadzor riječnog prijelaza. S vremenom se naseobina razvila toliko da je postala trgovačko središte okolnog kraja.
Municipij je imao pravilan četvrtasti oblik, točnije oblik kvadrata (takozvani „urbs quadrata“), s prometnim pravcima u ortogonalnom sustavu, gdje se ulice sijeku pod pravim kutom. Arheološka istraživanje pokazala su da je Halikan imao gradske četvrti (insulae) te forum, glavni gradski trg.
Grad je doživio svoj procvat do sredine 3. stoljeća, šireći starorimsku kulturu i način života na okolno područje. Slabljenjem Rimskog Carstva i potonjim doseljavanjem Slavena Halikan gubi značaj, da bi se naposljetku našao duboko prekriven zemljom.

## Arheološki nalazi
Arheološka istraživanja Halikana sustavno su 1977. godine započeli arheolozi Muzeja Međimurja Čakovec. Oni su pronašli građevni materijal (cigle, crijepovi, baza kamenog stupa, dijelovi zidova zgrada, dijelovi žbuke itd.) koji su upućivali na to da je tu postojalo starorimsko naselje.
Među prvim nalazima našli su se lončarska peć i korita za tiješnjenje gline. Ara (žrtvenik) rimskog beneficiranog konzula Tita Cesernija Marcilina, koja je posvećena vrhovnom bogu Jupiteru, spada među najvažnija otkrića na području municipija. Ona upućuje na to da je Halikan bio važno trgovačko središte.
Pri daljnjim iskopavanjima arheolozi su našli nekropole tumula (grobne humke) uz antičku cestu koja je vodila u Halikan. Nađeno je, također, niz glinenih artefakata (tanjuri, zdjelice, uljanice, lončići i slično), te više lončarskih peći za predmete za svakodnevnu uporabu. Iskopani su i predmeti koji spadaju u finu, luksuznu keramiku crvenkaste boje zvanu „tera sigilata“ (lat. terra sigillata), koja se nije izrađivala u Halikanu, nego je dopremljena iz udaljenijih područja Rimskog Carstva (npr. Apeninskog poluotoka i provincije Galije - današnje Francuske). Proizvodila se posebnom tehnikom iz pročišćene gline koja je vađena iz ležišta bogatih željeznim oksidom.
Od ostalih vrsta nalaza iskopani su brojni metalni artefakti, kao što su brončane i željezne strelice, dijelovi željeznih noževa, praporci od kositra i bronce, željezni i brončani ključevi, srebrne i brončane kopče (fibule), brončane igle i pribadače, brončane pincete, željezni čavli, zatim dio staklene bočice s ručicom, te mnogi drugi predmeti. 
Godine 1985. istraživanja su smanjena da bi kasnije privremeno potpuno prestala. Tek 2002. došlo je do njihovog nastavka, te je pritom nedvojbeno utvrđeno da je to starorimsko naselje imalo osobito razvijenu lončarsku djelatnost, uključujući pečenje glinenih proizvoda. Istraživanja su bila intenzivnija između 2015. i 2018. godine, kada su se nastojali utvrditi  gabariti antičkog naselja. U novije vrijeme nalazište je zatvoreno.